# Ахтелсбах
Ахтелсбах (њем. Achtelsbach) општина је у њемачкој савезној држави Рајна-Палатинат. Једно је од 96 општинских средишта округа Биркенфелд. Према процјени из 2010. у општини је живјело 458 становника. Посједује регионалну шифру (AGS) 7134002.

## Географија
Ахтелсбах се налази у савезној држави Рајна-Палатинат у округу Биркенфелд. Општина се налази на надморској висини од 403 метра. Површина општине износи 9,7 km².

## Становништво
У самом мјесту је, према процјени из 2010. године, живјело 458 становника. Просјечна густина становништва износи 47 становника/km².